# Vesec (Liberec)
Vesec – część miasta ustawowego Liberec. Znajduje się w południowej części miasta. Zarejestrowanych jest tutaj 539 adresów i mieszka na stałe ponad 4 700 osób.